# Stina Mølgaard
Stina Mølgaard (født 4. maj 1982) er en dansk skuespiller. Hun blev uddannet på skuespillerskolen i Odense i 2013.
Hun er mest kendt for sine roller i Ulven kommer og som Mie i TV2 Zulus Minkavlerne, en rolle hun haft siden sæson 2 rullede over skærmen.
I Generationer spillede hun Birgitte i 3. del.